# Joseph Melan
Joseph Melan (auch in der Schreibweise Josef Melan) (* 18. November 1853 in Wien; † 6. Februar 1941 in Prag) war ein österreichischer Bauingenieur, auf den die Melan-Bauweise nach der Deflektionstheorie für Bogenbrücken zurückgeht.

## Melan-Bauweise

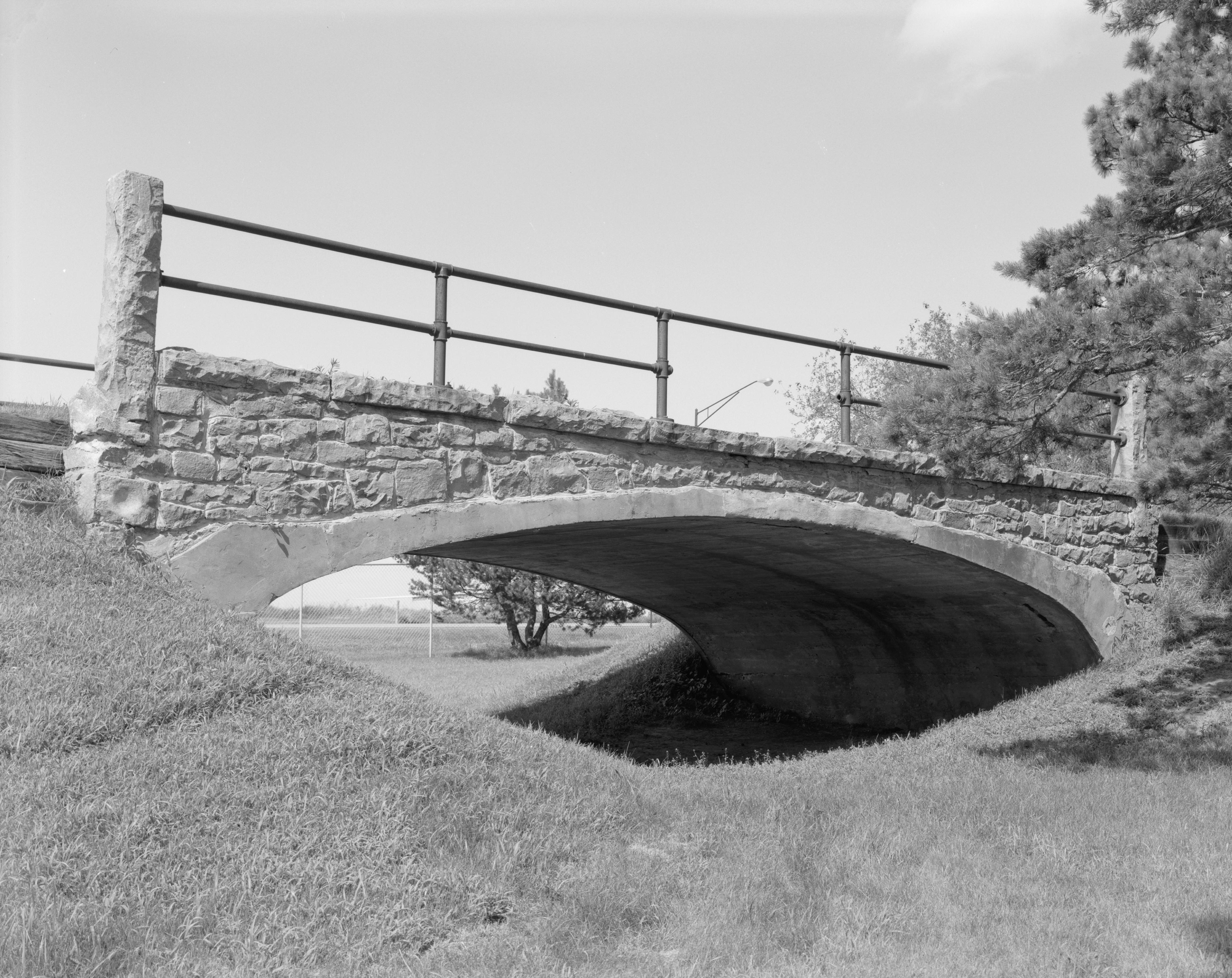
Eine Melan-Brücke in Iowa, USA, 1893 gebaut

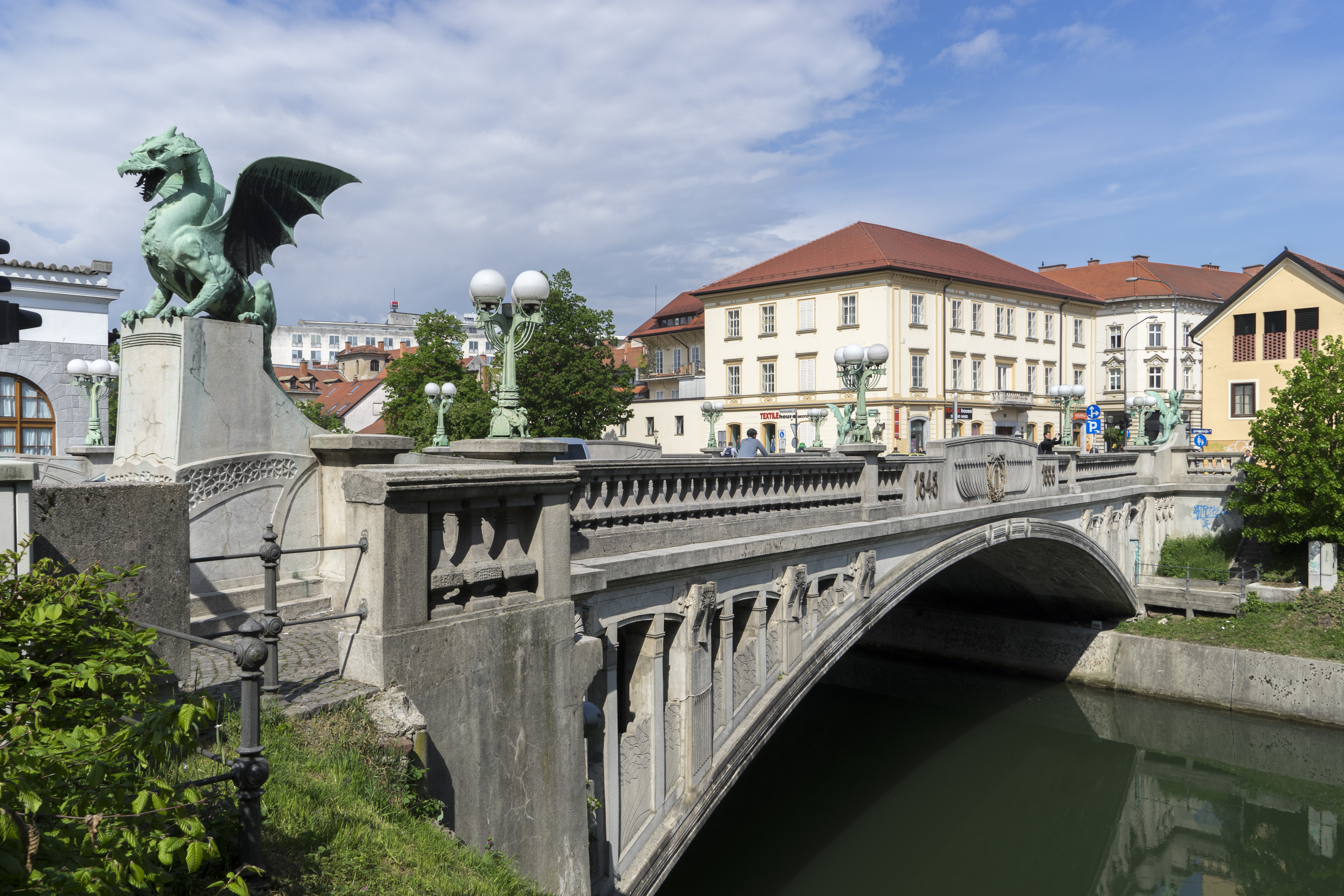
Die Drachenbrücke in Laibach, 1901

Die Steyrer Schwimmschulbrücke auf einer Aufnahme aus dem Jahr 1902. Die Brücke wich Ende 1959 einem Neubau

Melan war Brückenbauer und Professor an den Technischen Hochschulen in Wien, Brünn und Prag. Er erfand die Melankonstruktion, eine Brückenbauweise mit Stahlbeton („Melan-Bauweise“), die besonders für Bogenbrücken geeignet ist.
Ein Lehrgerüst aus Stahl wird mit einbetoniert und dient als Bewehrung. Es wird zunächst im Freivorbau als Fachwerkbogen errichtet und erhält an seiner Unterseite eine Schalung. Nach dem Betonieren ist es eine unten liegende Stahleinlage für die Bogenbrücke. Das Besondere daran ist die hohe Eigensteifigkeit der Bewehrung.
In dieser Bauweise sind zahlreiche Brücken in Europa (heutige Tschechische Republik, Schweiz, Italien, Deutschland, Spanien) und in den USA sowie Japan gebaut worden. Melan erhielt 1892 ein Patent darauf, zunächst als Bauweise für Deckenkonstruktionen. Der „Erste Österreichische Gewölbeausschuß“ führte 1893 Versuche damit durch. Es erfolgten umfangreiche Belastungsexperimente auf dem damaligen Firmenareal des Bauunternehmens Pittel+Brausewetter in Pressburg und v. a. in Brünn, wo Melan zeitgleich an der dortigen Technischen Hochschule lehrte und wo er auf Basis der erzielten Ergebnisse die theoretischen Grundlagen seiner „Melan-Bauweise“ erarbeiten konnte.
Melan beeinflusste auch den amerikanischen Brückenbau. David B. Steinman (1886–1960) übersetzte Melans Buch Der Brückenbau ins Englische und entwickelte es zu einem Standardwerk über den Hängebrückenbau weiter (1929). Melan war auch im Redaktionsausschuss der Enzyklopädie des Eisenbahnwesens.
Einer seiner bekanntesten Schüler war Friedrich Ignaz Edler von Emperger.
Seine Söhne Ernst Melan und Herbert Melan (1893–1960) waren ebenfalls Professoren an der Technischen Hochschule Wien.

## Bauwerke von Melan oder in Melan-Bauweise
- Schwimmschulbrücke, 1898 in Steyr, Spannweite 42,4 m, Pfeilhöhe 2,67 m
- Georgsbrücke. 1899 in Meiningen, Spannweite 40 m, Pfeilhöhe 3,70 m
- mehrere Melan-Brücken in den USA, nach 1898
- Drachenbrücke in Ljubljana, 1901, Spannweite 33,34 m
- Melanbogenbrücke über die Sieg, 1928/29, Spannweite 60 m
- Echelsbacher Brücke, 1930, bis 1942 größte Spannweite mit 130 m
- Ludwigsbrücke in München, 1934–1935 mit einem 43 m weit gespannten Segmentbogen
- Stampfgrabenbrücke über eine Schlucht in Kärnten, Spannweite 70 m
- Viaducto Martín Gil, 1942, Spannweite 192 m, von Eduardo Torroja Miret
- Puente de Bacunayagua, 1959 bei Matanzas in Kuba, Spannweite 114 m

## Schriften
- Der Brückenbau, 3 Bände, 1900–1917.
- Handbuch für Eisenbetonbau (4. Ausgabe), Berlin, 1932
- Artikel in Victor von Röll (Hrsg.): Enzyklopädie des Eisenbahnwesens. 2. Auflage in 10 Bänden. Urban & Schwarzenberg, Berlin / Wien 1912–1923.
  - Bogenbrücken. In:  Band 2. 1912, S. 438–444.

## Ehrungen
- Melangasse in Donaustadt (Wien, 22. Bezirk)
- Ehrendoktor der Deutschen Technischen Hochschule Brünn
- 1926: Ehrendoktor der Technischen Hochschule Wien